# Troy Corser
Troy Gordon Corser, més conegut com a Troy Corser   (Wollongong, 27 de novembre de 1971), és un antic pilot de motociclisme australià que va destacar en competicions de Superbike durant la dècada del 1990 i començaments de la del 2000. Al llarg de la seva carrera en va guanyar un campionat d'Austràlia (1993), un d'AMA (1994) i dos del Món (1996 i 2005).
Corser va competir al mundial de Superbike de forma ininterrompuda entre el 1992 i el 2011, tret de la temporada del 1997 que va competir al mundial de motociclisme. El seu rècord de 377 curses disputades al mundial de Superbike va restar imbatut fis al 2023, en què Jonathan Rea el va superar. Corser va igualar també el rècord de pole positions en un circuit del mundial, amb quatre a Phillip Island i altres quatre a Xest. Dels vuit únics casos de pilots amb més de nou podis en un circuit concret, Corser en té quatre (13 a Misano i 11 tant a Laguna Seca com a Phillip Island).

## Carrera esportiva

### Primers èxits amb Ducati (1994-1996)
Corser va debutar al Mundial de Superbike el 1992 en participar en les proves d'Austràlia i Nova Zelanda amb una Yamaha. Amb els punts que hi va obtenir va acabar el campionat en la trenta-tresena posició. El 1993 va guanyar el Campionat d'Austràlia de Superbike.
El 1994, Corser va guanyar el campionat AMA de Superbike amb una Ducati. Aquell any mateix va destacar en un grapat de curses com a comodí al Campionat del Món de Superbike, aconseguint-hi cinc podis que el van situar en l'onzena posició final (per aquest motiu va fer servir el número onze a la seva moto durant anys). El 1995 va disputar el mundial sencer i ja a la primera ronda va aconseguir la pole position, tot i que no va aconseguir un podi fins a la seva victòria a la cinquena ronda, a Salzburgring (en part, a causa de sengles topades amb Anthony Gobert i Piergorgio Bontempi a les dues curses de Monza). Va protagonitzar un bon final de temporada (amb victòria inclosa a Laguna Seca, un dels pocs circuits del calendari que coneixia) que li va permetre de superar Aaron Slight i acabar el campionat al segon lloc de la general. Va guanyar el títol el 1996, esdevenint el campió més jove de la història del campionat.

### Mundial de 500cc amb Yamaha (1997)
El 1997 va tenir un any poc reeixit i fragmentat al Campionat del Món de 500cc, on va ser company de Luca Cadalora a l'equip Yamaha YZR-500, amb el suport de Power Horse. Va acabar la temporada en vint-i-tresena posició final, mentre que Cadalora acabà sisè.

### Retorn a Superbike amb Ducati (1998-1999)
De tornada al mundial de Superbike el 1998 va estar a prop de recuperar el títol, ajudat per una doble victòria a Laguna Seca, a la segona cursa, amb només 0,005 segons d'avantatge sobre el segon, Noriyuki Haga. Corser liderava la classificació abans de l'última ronda, Sugo, on va obtenir la pole però es va estavellar i es va trencar les costelles en un accident durant l'escalfament, de manera que va acabar el mundial en tercera posició. El 1999 va ser company de Carl Fogarty a l'equip de Davide Tardozzi. Fogarty va guanyar el títol i Corser va acabar de nou tercer.

### Aprilia (2000-2001)
Del 2000 al 2001, Corser va competir amb una Aprilia RSV-Mille de fàbrica. L'australià va aconseguir per a la marca italiana les seves primeres victòries al mundial de Superbike l'any 2000 i va començar la temporada del 2001 amb una doble victòria a Sud-àfrica, però una doble retirada a Monza li va fer perdre les seves opcions a lluitar pel títol.

### Petronas (2002-2004)
El 2002 va entrar a l'equip Petronas Superbike de Carl Fogarty i va passar l'any desenvolupant la moto abans que aquesta comencés a ser competitiva als campionats del 2003 i 2004. Va acabar novè al campionat del 2004, amb un tercer lloc com a millor resultat, però va optar per abandonar l'equip després.

### Suzuki (2005-2006)
El 2005 va córrer per a l'equip Alstare Suzuki amb la GSX-R1000, la qual cosa li va permetre de tornar a guanyar el campionat després d'una sèrie de victòries a començaments de temporada; més tard, Chris Vermeulen i Noriyuki Haga van esdevenir els rivals a batre.
Corser va guanyar dues curses a començaments del 2006, però un accident a Phillip Island i una retirada a Silverstone van permetre al seu compatriota Troy Bayliss obtenir avantatge en les primeres etapes de la persecució del títol. Una doble retirada a Assen a quatre rondes del final del campionat el van deixar en cinquè lloc a la classificació provisional, per darrere de Bayliss, James Toseland, Noriyuki Haga i Andrew Pitt. Finalment, va poder superar Pitt i va acabar el campionat en quart lloc gràcies un doble podi a la ronda final.

### Yamaha (2007-2008)

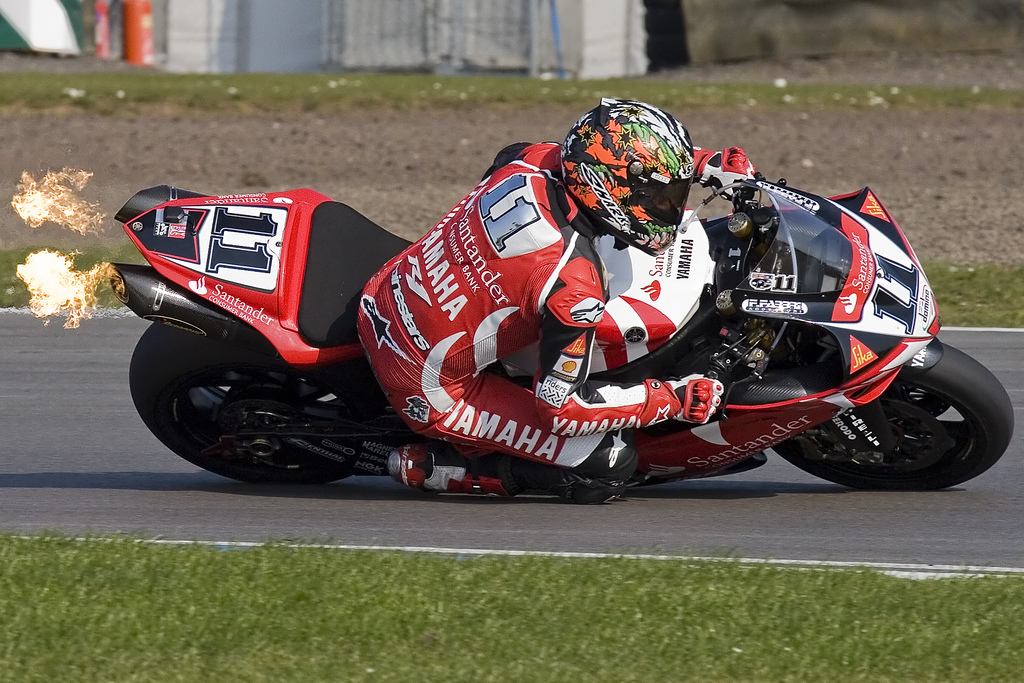
Amb la Yamaha a Donington Park el 2007

El 2007 va deixar Suzuki per incorporar-se a Yamaha, però va ser superat pel seu company d'equip Noriyuki Haga i va acabar cinquè a la general, amb vuit podis però sense victòries. Va romandre a l'equip el 2008, superant Haga i acabant com a subcampió darrere de Bayliss.

### BMW (2009-2011)

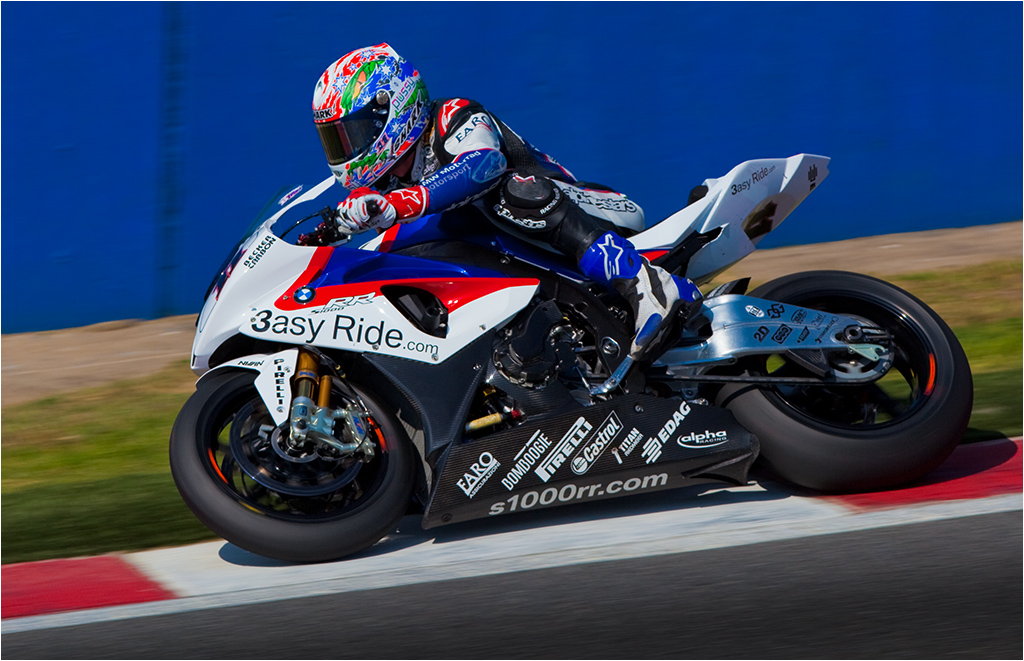
Amb la BMW a Kyalami el 2010

De cara a la temporada del 2009, Corser va signar amb BMW per a competir al costat de Rubén Xaus amb la nova Superbike de la marca alemanya. El seu millor resultat a la primera meitat de la temporada va ser un vuitè lloc en la primera ronda a Phillip Island. Alguns altres bons resultats obtinguts més tard el van fer acabar tretzè de la general.
Corser i Xaus van continuar amb BMW el 2010. Corser va aconseguir dos cinquens llocs a Assen, a més del primer podi de BMW al mundial, obtingut a la segona cursa de Monza gràcies a una topada a la primera volta entre Xaus, Jonathan Rea i Toseland. Corser va aconseguir la pole a Misano i havia anotat en totes les curses fins que es va veure obligat a perdre's la de Brno després d'un accident als entrenaments. Finalment va acabar el campionat en onzè lloc. El seu darrer any en actiu, 2011, encara amb BMW, va acabar el mundial en quinzè lloc.

## Resultats al Mundial de Superbike
(Ids. Rondes | Llegenda) (Curses en negreta indiquen pole; curses en  itàlica indiquen volta ràpida)
| Any  | Moto     | 1       | 1      | 2       | 2       | 3       | 3       | 4       | 4       | 5       | 5       | 6       | 6       | 7       | 7       | 8       | 8       | 9       | 9       | 10      | 10      | 11      | 11      | 12      | 12      | 13      | 13      | 14      | 14    | Pos. | Pts   |
| Any  | Moto     | C1      | C2     | C1      | C2      | C1      | C2      | C1      | C2      | C1      | C2      | C1      | C2      | C1      | C2      | C1      | C2      | C1      | C2      | C1      | C2      | C1      | C2      | C1      | C2      | C1      | C2      | C1      | C2    | Pos. | Pts   |
| ---- | -------- | ------- | ------ | ------- | ------- | ------- | ------- | ------- | ------- | ------- | ------- | ------- | ------- | ------- | ------- | ------- | ------- | ------- | ------- | ------- | ------- | ------- | ------- | ------- | ------- | ------- | ------- | ------- | ----- | ---- | ----- |
| 1992 | Yamaha   | SPA     | SPA    | GBR     | GBR     | GER     | GER     | BEL     | BEL     | SPA     | SPA     | AUT     | AUT     | ITA     | ITA     | MAL     | MAL     | JPN     | JPN     | NED     | NED     | ITA     | ITA     | AUS 18  | AUS 14  | NZL 10  | NZL 10  |         |       | 33è  | 14    |
| 1994 | Ducati   | GBR Ret | GBR 3  | GER     | GER     | ITA     | ITA     | SPA     | SPA     | AUT     | AUT     | INA     | INA     | JPN     | JPN     | NED     | NED     | SMR 3   | SMR Ret | EUR 2   | EUR 2   | AUS 5   | AUS 3   |         |         |         |         |         |       | 11è  | 90    |
| 1995 | Ducati   | GER 10  | GER 8  | SMR 3   | SMR 3   | GBR 2   | GBR Ret | ITA Ret | ITA Ret | SPA 3   | SPA 5   | AUT 3   | AUT 1   | USA 2   | USA 1   | EUR 2   | EUR 6   | JPN 1   | JPN 8   | NED 3   | NED Ret | INA 2   | INA 2   | AUS 1   | AUS 3   |         |         |         |       | 2n   | 339   |
| 1996 | Ducati   | SMR 2   | SMR 2  | GBR 1   | GBR 1   | GER Ret | GER Ret | ITA 5   | ITA 4   | CZE 1   | CZE 1   | USA 2   | USA 2   | EUR Ret | EUR 1   | INA 6   | INA 5   | JPN 4   | JPN 9   | NED 4   | NED 2   | SPA 1   | SPA 1   | AUS 3   | AUS NC  |         |         |         |       | 1r   | 369   |
| 1998 | Ducati   | AUS 2   | AUS 6  | GBR 2   | GBR 2   | ITA 3   | ITA 4   | SPA 2   | SPA 3   | GER 7   | GER 3   | SMR 2   | SMR 2   | RSA Ret | RSA 7   | USA 1   | USA 2   | EUR 7   | EUR 1   | AUT 6   | AUT 5   | NED 3   | NED 3   | JPN DNS | JPN DNS |         |         |         |       | 3r   | 328.5 |
| 1999 | Ducati   | RSA 2   | RSA 3  | AUS 1   | AUS 1   | GBR 6   | GBR 3   | SPA 7   | SPA 6   | ITA 4   | ITA 4   | GER 3   | GER 1   | SMR 2   | SMR 2   | USA 6   | USA 2   | EUR 5   | EUR 13  | AUT Ret | AUT 2   | NED 2   | NED 2   | GER Ret | GER 7   | JPN 8   | JPN 14  |         |       | 3r   | 361   |
| 2000 | Aprilia  | RSA 4   | RSA 3  | AUS Ret | AUS 1   | JPN 9   | JPN 5   | GBR 8   | GBR Ret | ITA 8   | ITA 6   | GER 7   | GER 6   | SMR 1   | SMR 1   | SPA 1   | SPA 5   | USA 3   | USA 1   | EUR 6   | EUR Ret | NED 4   | NED 7   | GER 7   | GER Ret | GBR 7   | GBR 3   |         |       | 3r   | 310   |
| 2001 | Aprilia  | SPA 1   | SPA 1  | RSA 3   | RSA 3   | AUS 6   | AUS C   | JPN 2   | JPN 6   | ITA Ret | ITA Ret | GBR 11  | GBR 3   | GER 5   | GER 7   | SMR 7   | SMR 9   | USA 3   | USA 2   | EUR 8   | EUR 13  | GER 9   | GER 11  | NED 6   | NED 3   | ITA 2   | ITA Ret |         |       | 4t   | 284   |
| 2003 | Petronas | SPA Ret | SPA 7  | AUS 5   | AUS 8   | JPN Ret | JPN 12  | ITA 13  | ITA Ret | GER 12  | GER 14  | GBR 16  | GBR Ret | SMR 7   | SMR 10  | USA 8   | USA Ret | GBR Ret | GBR Ret | NED 6   | NED 9   | ITA 7   | ITA 7   | FRA 8   | FRA Ret |         |         |         |       | 12è  | 107   |
| 2004 | Petronas | SPA Ret | SPA 11 | AUS 13  | AUS 5   | SMR 2   | SMR 7   | ITA 9   | ITA 5   | GER 4   | GER Ret | GBR 7   | GBR 9   | USA 10  | USA Ret | EUR 5   | EUR Ret | NED 10  | NED 7   | ITA 12  | ITA 10  | FRA Ret | FRA 7   |         |         |         |         |         |       | 9è   | 146   |
| 2005 | Suzuki   | QAT 1   | QAT 3  | AUS 1   | AUS 1   | SPA 1   | SPA 1   | ITA 1   | ITA 3   | EUR 2   | EUR 2   | SMR 3   | SMR 3   | CZE 1   | CZE 2   | GBR 1   | GBR 2   | NED 4   | NED 4   | GER 3   | GER 13  | ITA 2   | ITA C   | FRA 5   | FRA 4   |         |         |         |       | 1r   | 433   |
| 2006 | Suzuki   | QAT 4   | QAT 1  | AUS 1   | AUS Ret | SPA 2   | SPA 2   | ITA 3   | ITA 2   | EUR Ret | EUR 6   | SMR Ret | SMR Ret | CZE 5   | CZE 4   | GBR 6   | GBR 6   | NED Ret | NED Ret | GER 3   | GER 14  | ITA Ret | ITA 9   | FRA 3   | FRA 2   |         |         |         |       | 4t   | 254   |
| 2007 | Yamaha   | QAT 9   | QAT 3  | AUS 5   | AUS 5   | EUR 2   | EUR 3   | SPA 4   | SPA 9   | NED 17  | NED 4   | ITA 5   | ITA 6   | GBR 3   | GBR C   | SMR 2   | SMR 5   | CZE 7   | CZE Ret | GBR 2   | GBR 3   | GER 3   | GER 5   | ITA Ret | ITA 4   | FRA 3   | FRA 4   |         |       | 5è   | 296   |
| 2008 | Yamaha   | QAT 3   | QAT 7  | AUS 2   | AUS Ret | SPA 3   | SPA 5   | NED 5   | NED 10  | ITA 12  | ITA 8   | USA 2   | USA Ret | GER 4   | GER 2   | SMR 2   | SMR 5   | CZE 2   | CZE 4   | GBR 8   | GBR 3   | EUR Ret | EUR 3   | ITA 3   | ITA 3   | FRA 6   | FRA 3   | POR 3   | POR 6 | 2n   | 342   |
| 2009 | BMW      | AUS 8   | AUS 22 | QAT 9   | QAT 9   | SPA Ret | SPA 15  | NED 10  | NED 10  | ITA Ret | ITA DNS | RSA     | RSA     | USA 15  | USA 17  | SMR Ret | SMR 19  | GBR Ret | GBR 20  | CZE 5   | CZE 10  | GER 8   | GER 6   | ITA 11  | ITA Ret | FRA 9   | FRA 10  | POR Ret | POR 9 | 13è  | 96    |
| 2010 | BMW      | AUS 9   | AUS 7  | POR 9   | POR 10  | SPA 4   | SPA 12  | NED 5   | NED 5   | ITA 8   | ITA 3   | RSA 12  | RSA 7   | USA 5   | USA 5   | SMR 3   | SMR 10  | CZE DNS | CZE DNS | GBR 10  | GBR Ret | GER Ret | GER 12  | ITA 15  | ITA 11  | FRA Ret | FRA Ret |         |       | 11è  | 165   |
| 2011 | BMW      | AUS 10  | AUS 19 | EUR 9   | EUR 13  | NED 6   | NED Ret | ITA 7   | ITA 5   | USA 13  | USA Ret | SMR Ret | SMR DNS | SPA 10  | SPA Ret | CZE     | CZE     | GBR 9   | GBR Ret | GER 15  | GER 12  | ITA 12  | ITA Ret | FRA 9   | FRA 9   | POR 14  | POR 16  |         |       | 15è  | 87    |